# Johann Jakob Bernoulli

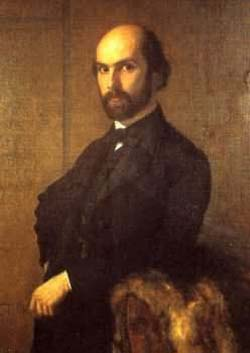
Johann Jakob Bernoulli auf einem Ölgemälde von Ernst Stückelberg aus dem Jahr 1964, im Besitz der Familie Bernoulli

Johann Jakob Bernoulli (* 18. Januar 1831 in Basel; † 22. Juli 1913 ebenda) war ein Schweizer Klassischer Archäologe aus der Gelehrtenfamilie Bernoulli. 
Johann Jakob Bernoulli studierte Germanistik an der Universität Basel. Später wechselte er an die Universität Berlin, um Altertumswissenschaften zu studieren. Dieses Studium schloss er 1854 erfolgreich mit der Promotion ab. Anschließend reiste er nach Rom und studierte die Museen Italiens und Griechenlands. Zurück in Basel, wirkte Bernoulli an verschiedenen Gymnasien und der Gewerbeschule Basels als Lehrer.
In dieser Zeit berief ihn der Basler Ratsherr Wilhelm Vischer in die Kommission seiner bereit 1849 gegründeten Skulpturhalle. Während der nächsten Jahre war Bernoulli auch als Privatdozent an der Universität Basel tätig. Dort konnte er sich 1859 für die „Fächer der classischen Philologie und Archäologie und der alten Geschichte“ habilitieren. Im Jahr 1874 erfolgte die Ernennung zum Extraordinarius. 1895 wurde Bernoulli aufgrund seiner außerordentlichen Leistungen zum Ordinarius ernannt, bat aber bereits drei Jahre später um die Entbindung von der Lehrtätigkeit und den mit der Stellung verbundenen Verpflichtungen, um seine Forschungen abschließen zu können. Von 1859 bis 1898 lehrte er ehrenamtlich Klassische Archäologie an der Universität, da das Fach erst 1898 aus dem gesamt-kunstgeschichtlichen Lehrstuhl von Jacob Burckhardt ausgegliedert wurde und seither eine eigenständige Disziplin bildet. Die beiden Lehrstühle der Altertumswissenschaften waren hingegen streng der griechischen und der lateinischen Philologie zugeordnet. In seinen Vorlesungen und Übungen zur Klassischen Archäologie legte Bernoulli den Schwerpunkt auf die griechische Plastik, und zu seinen Verdiensten gehörte der Umzug der Skulpturhalle in die Kunsthalle Basel im Jahr 1887.
Besondere Bedeutung erlangte Bernoulli, der ab 1892 ordentliches Mitglied des Deutschen Archäologischen Instituts war, auf dem Gebiet der griechischen und römischen Ikonografie. Seine zu diesem Themenkomplex verfassten mehrbändigen Werke zählen auch heute noch zur grundlegenden Literatur.

## Schriften
- Die römische Ikonographie, 4 Bände, 1882–1891 (Digitalisate)
- Griechische Ikonographie im klassischen Altertum. 2 Bände. Bruckmann, München 1900–1901 (Band 1, Band 2)